# Punica
Punica és un gènere de plantes angiospermes de la família de les litràcies (Lythraceae). Són plantes natives de la zona que va des del Caucas i el nord-est de Turquia fins els Pakistan a més l'illa de Socotora.

## Descripció
Són arbusts o arbres caducifolis, de vegades amb espines. Les fulles són simples, amb el marge enter, peciolades, sense estípules i disposades de manera oposada. Les flors són terminals, hermafrodites, amb un calze persistent de sèpals carnosos i una corol·la de pètals imbricats. Al gineceu] l'ovari és ínfer, multilocular amb dues sèries superposades, la superior amb placentació parietal i axil·lar en el cas de la inferior. L'androceu és format per un gran nombre d'estams. El fruit és una baia esfèrica amb un epicarpi coriaci i nombroses llavors embolcallades per un episperma translúcid comestible.

## Taxonomia
Aquest gènere va ser publicat per primer cop l'any 1753 al primer volum de l'obra Species Plantarum del botànic suec Carl von Linné (1707-1778).
A les classificacions antigues havia format part d'una família monotípica pròpia, les punicàcies (Punicaceae), però els estudis filogenètics van demostrar que s'havia d'ubicar dins la família de les litràcies (Lythraceae), el primer sistema APG (1998) ja recollia aquest canvi.

### Espècies
Dins del gènere Punica es reconeixen les dues espècies següents:
- Punica granatum L.
- Punica protopunica Balf.f. (endèmica de l'illa de Socotora)[6]

### Sinònims
Els següents noms científics són sinònims heterotípics de Punica:
- Granatum St.-Lag.
- Rhoea St.-Lag.
- Socotria G.M.Levin